# Bibliotheken im Nationalsozialismus
Der Nationalsozialismus übte auf alle Bibliothekssparten in Deutschland weitreichenden politischen Einfluss aus. Die wissenschaftliche Aufarbeitung, NS-Provenienzforschung inbegriffen, hat erst ab etwa 1980 begonnen.

## Anfänge
Am 10. Mai 1933 fanden in vielen deutschen Universitätsstädten öffentliche Bücherverbrennungen statt, wobei einige der verbrannten Exemplare aus wissenschaftlichen oder öffentlichen Bibliotheken stammten. Hierbei waren die von Wolfgang Herrmann erstellten „schwarzen Listen“ die Grundlage, die er ab dem 26. April 1933 sukzessive an die deutsche Studentenschaft für deren „Aktion wider den undeutschen Geist“ übermittelte. Am 26. April 1933 erschien eine vorläufige „Liste verbrennungswürdiger Bücher“ in der „Berliner illustrierten Nachtausgabe“, die bald durch einen gründlicheren Index ersetzt wurde. Mittels dieser Listen durchsuchte man die Universitäts- und Institutsbibliotheken – ab 6. Mai 1933 Buchhandlungen und Leihbüchereien durch studentische Stoßtrupps – und entfernte so genanntes „schädliches und unerwünschtes Schrifttum“. Die öffentlichen Stadt- und Volksbüchereien wurden dazu angehalten, ihre Bestände selbst zu „säubern“ und die ausgesonderten Bücher den Studentenschaften für die öffentlichen Bücherverbrennungen am 10. Mai zu übergeben. 
Die Eingriffe des nationalsozialistischen Staats in das Bibliothekswesen erfolgten auf drei Ebenen:
- Bestandsaufbau → „Säuberung“ der Bestände und Aufstocken von Bibliotheksbeständen durch Raubgut[2]
- Personalpolitik → personelle „Säuberung“
- Bibliothekarische Organisationen → Gleichschaltung

## Wissenschaftliche Bibliotheken
Die Gleichschaltung des wissenschaftlichen Bibliothekswesens begann, als am 1. Mai 1934 mit der Gründung des Reichsministeriums für Wissenschaft, Erziehung und  Volksbildung die Kulturhoheit der Länder auf das Reich überging. Im Ministerium war der „Referent für das wissenschaftliche Bibliothekswesen“ und der „Reichsbeirat für Bibliotheksangelegenheiten“ mit den Angelegenheiten des deutschen Bibliothekswesens betraut. Die „Deutsche Bücherei“ Leipzig, die zu jener Zeit als eine der größten wissenschaftlichen Bibliotheken die Aufgaben einer Nationalbibliothek hatte, wurde dem Propagandaministerium unterstellt. Der Verein Deutscher Bibliothekare wurde zu einem fest in das Regime eingebundenen Berufsverband. 1933 war er bereits in die Reichsschrifttumskammer eingegliedert worden und ab 1935 wurde die Vereinssatzung nach dem Führerprinzip neu gestaltet.
Auf die verschiedenen bibliothekarische Bereiche nahm das Regime in unterschiedlichem Maß Einfluss. So waren die wissenschaftlichen Bibliotheken im Gegensatz zu den Öffentlichen Bibliotheken insgesamt geringeren Eingriffen und Maßnahmen bei ihrem Bestandsaufbau ausgesetzt. Im Gegenteil, die in den Öffentlichen Bibliotheken ausgesonderten Bestände wurden den Landesbibliotheken zur Einarbeitung „überlassen“. Hinzu kamen die beschlagnahmten Bibliotheken verbotener Organisationen, z. B. Gewerkschaftsbibliotheken. Ebenso wurde den wissenschaftlichen Bibliotheken die Bestände der emigrierten oder deportierten Juden überlassen. Insgesamt erfuhren die wissenschaftlichen Bibliotheken durch die nationalsozialistische Politik einen Zuwachs ihrer Bestände. Dieser Zuwachs im Bestandsaufbau wurde erst durch die Devisenknappheit eingeschränkt. 
„Zersetzende“ Literatur musste innerhalb der Bestände besonders behandelt werden. Sie wurde anhand der Liste I des schädlichen und unerwünschten Schrifttums festgestellt und sekretiert. Sekretierung bedeutete, dass die Literatur in einem speziellen Raum aufbewahrt werden musste und nur ein enger Personenkreis Zugang zu ihr hatte. Hierzu gehörten Angehörige des akademischen Lehrkörpers und der NSDAP oder Benutzer, welche als zuverlässig bekannt waren und glaubhaft versichern konnten, die Literatur nur zu wissenschaftlichen Zwecken zu benutzen. In der „Deutschen Bücherei“ Leipzig gab es hierfür eine Dienststelle der Gestapo, die die Sekretierung der Beständen und deren Benutzung überwachte. Die sekretierten Bestände wurden in den Katalogwerken mit den Vermerken „geheim“ oder „gesperrt“ versehen. 
Stärkere Auswirkungen hatte das Regime im Bereich der Bestandsverzeichnung und Nationalbibliographie. Zunächst wurde die Verzeichnung und Anzeige indizierter Literatur in der Nationalbibliographie verboten. Die in den Jahren 1933 bis 1945 nicht verzeichnete jüdische Literatur wurde nach dem Krieg in einem Nachtrag zur Nationalbibliographie verzeichnet. Gefördert wurde der Preußische Gesamtkatalog, welcher 1935 zum Deutschen Gesamtkatalog erweitert wurde. Hiermit konnte die Ideologie der Gesamtstaatlichkeit unterstützt und der Föderalismus unterdrückt werden.
Bereits 1933 führten die Nationalsozialisten die sogenannten „personellen Säuberungen“ durch. Grundlage hierfür bildete das Gesetz zur Wiederherstellung des Berufsbeamtentums. In der Preußischen Staatsbibliothek betraf dies acht Bibliothekare jüdischer Herkunft, in der wissenschaftlichen Stadtbibliothek Frankfurt sieben Bibliothekare. An der Landesbibliothek Darmstadt wurde 1933 ihr Direktor Hanns W. Eppelsheimer entlassen, der nach dem Krieg unter anderem Gründungsdirektor der Deutschen Bibliothek wurde. Ab 1937 verloren auch die „nicht-arisch-versippten“ Beamten ihre Stellung. 1938 wurde eine reichseinheitliche Ausbildungsverordnung erlassen, die ein NSDAP-Mitgliedschaft zur Voraussetzung für die Ausbildung machte.

### Wichtige Personen
- Gustav Abb (1886–1945), Vorsitzender des Vereins Deutscher Bibliothekare
- Wolfgang Herrmann (1904–1945), Bibliotheksdirektor in Königsberg
- Joachim Kirchner (1890–1978), Leiter der Universitätsbibliothek München 1941–1945[4]
- Hugo Andres Krüß (1879–1945), Generaldirektor der Preußischen Staatsbibliothek 1925–1945
- Rudolf Kummer (1896–1987), Referent für das wissenschaftliche Bibliothekswesen im Reichserziehungsministerium

## Öffentliche Bibliotheken
Das Öffentliche Bibliothekswesen vor 1933 prägte seit über 20 Jahren der so genannte Richtungsstreit. Im Anschluss an die ältere Bücherhallenbewegung war ein Streit über die Ausrichtung der Volksbücherei entbrannt. Dem liberalen Gedanken einer dienstleistungs- und benutzerorientierten Bibliothek (Erwin Ackerknecht) stand die Büchereipädagogik mit ihrer Bildungsidee (Walter Hofmann) gegenüber. Dieses Vakuum konnte von den Nationalsozialisten als Instrument genutzt werden. So wurden die Volksbüchereien in ihrer Gesamtheit als Propagandainstrument genutzt, denn hier vermittelte der Bibliothekar dem Volk das vermeintlich Richtige, Gute. Der Bibliothekar wurde als Volkspädagoge der „geistige Führer“, der sich wiederum dem Führerprinzip unterzuordnen hatte. Der Verband Deutscher Volksbibliothekare wurde wie der Verein Deutscher Bibliothekare 1933 in die Reichsschrifttumskammer eingegliedert und die Vereinssatzung nach dem Führerprinzip neu gestaltet. Der Verband löste sich 1939 auf und bei der Kammer verblieb eine „Gruppe Büchereiwesen“. Die Gleichschaltung der bibliothekarischen Organisation hatte begonnen und wurde am 1. September 1935 durch die Gründung der „Reichsstelle für volkstümliches Büchereiwesen“ fortgesetzt. Sie diente als zentrales Überwachungsorgan und erließ u. a. am 26. Oktober 1937 die „Richtlinien für das Volksbüchereiwesen“. Die Richtlinien legten die Fachaufsicht der Reichsstelle fest; sie enthielten die Planung zum Ausbau des Bibliothekswesens und regelten die Kooperation zwischen den Bibliotheken und der Partei.
Die Bestände der Volksbüchereien waren massiven Eingriffen des nationalsozialistischen Regimes ausgesetzt. Hier seien an erster Stelle die Bücherverbrennungen im Mai 1933 genannt. Hiernach aber wurden die Maßnahmen gegen das „schädliche und unerwünschte Schrifttum“ planmäßiger. Es wurden unterschiedliche Stellen, z. B. die Reichsschrifttumskammer mit der Überwachung und Steuerung der „Bestandssäuberung“ und später des Bestandsaufbaus betraut. Teilweise wurden die ausgesonderten Bestände den wissenschaftlichen Bibliotheken zur Einarbeitung und Sekretierung übergeben. Im Schnitt wurden 10–20 % des Bestands ausgesondert, hierunter fielen insbesondere „zersetzende“ Literatur, „Asphaltliteratur“, Literatur, die „das Erlebnis der Frontsoldaten in den Schmutz zieht“, Literatur, welche die Weimarer Republik „verherrlicht“. Der Bestandsaufbau wiederum erfolgte über reichseinheitliche Listen, dies führte kontinuierlich zu einer reichsweiten Vereinheitlichung der Bibliotheksbestände.
Die „personellen Säuberungen“ trafen die Mitarbeiter der Bibliotheken mit ganzer Härte. Mitarbeiter, die als unzuverlässig galten oder aus parteipolitischen (Kommunisten, Sozialdemokraten, aktive Gewerkschafter) bzw. aus rassischen Gründen unerwünscht waren, wie Helene Nathan oder Erwin Ackerknecht, wurden mitunter ihrer Existenzgrundlage beraubt. Nur wenige Bibliothekare gingen in den Widerstand, so z. B. Lotte Bergtel-Schleif.

### Wichtige Personen
- Erwin Ackerknecht (1880–1960), Pionier der Volksbüchereibewegung
- Walter Hofmann (1879–1952)
- Helene Nathan (1885–1940)
- Lotte Bergtel-Schleif (1903–1965)

## Konfessionelle Bibliotheken
Die kirchlichen Bibliotheken waren ebenfalls der Bevormundung durch das nationalsozialistische Regime ausgesetzt, zumal das Verhältnis des Nationalsozialismus zur christlichen Religion zwiespältig war. 1934 gab es 5.500 katholische Büchereien mit 4,4 Mio. Bänden und 4.200 evangelische Büchereien mt 1,3 Mio. Bänden. Die in den wissenschaftlichen und öffentlichen Bibliotheken durchgeführten „Bestandssäuberungen“ durften die staatlichen Büchereistellen auch in den konfessionellen Büchereien vornehmen. Den Büchereien wurde darüber hinaus vorgeschrieben, nur mehr Bücher mit religiösem, an die Konfession gebundenen Inhalt bereitzustellen. Später gab es Versuche, die kirchliche Büchereiarbeit ganz zu beseitigen. 